# جامعة دارمشتات التقنية
جامعة دارمشتات التقنية (بالألمانية: Technische Universität Darmstadt) هي جامعة عامة في ألمانيا أُسِّسَت عام 1877. وهي أول جامعة في العالم تخصص قسمًا للهندسة الكهربائية، والذي أقيم في الجامعة في 1882. وفي العام التالي أقامت الجامعة أيضًا أول كلية للهندسة الكهربائية في العالم وقدمت أول مساقات الهندسة الكهربائية للطلاب.

## معرض صور

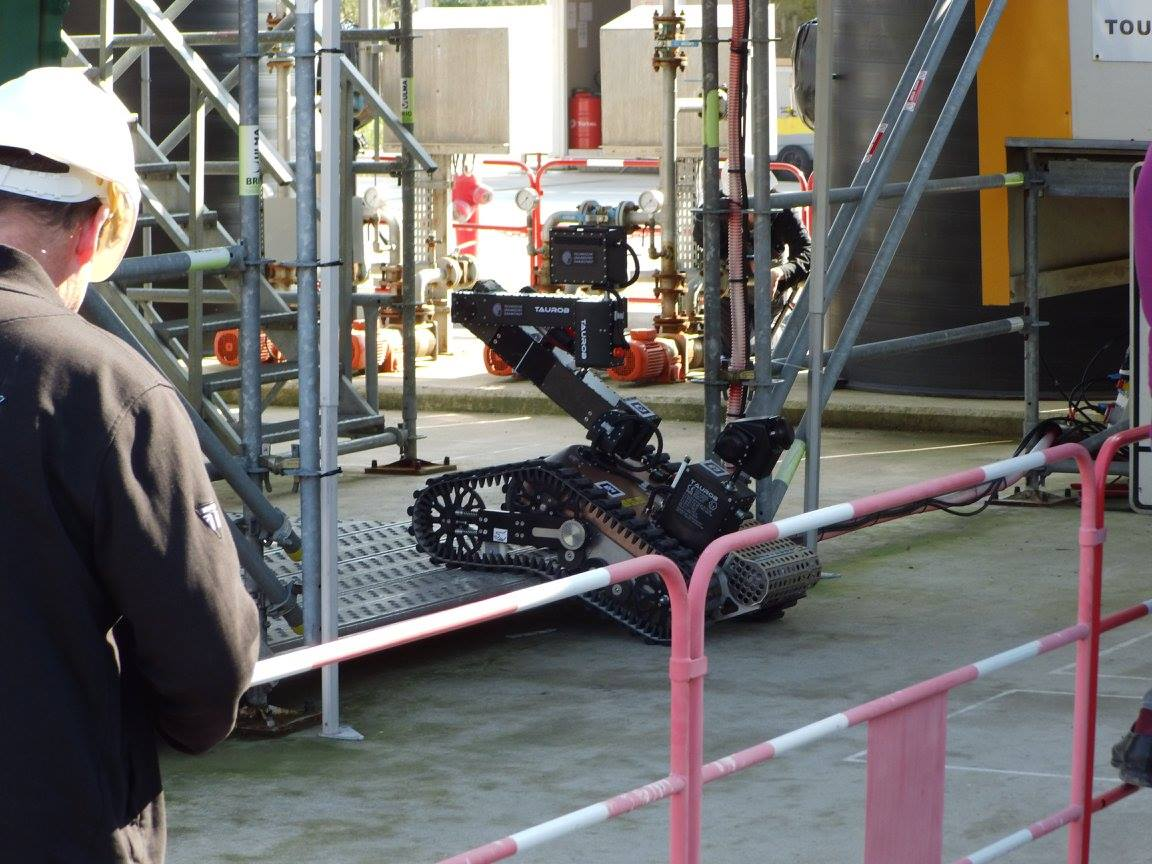
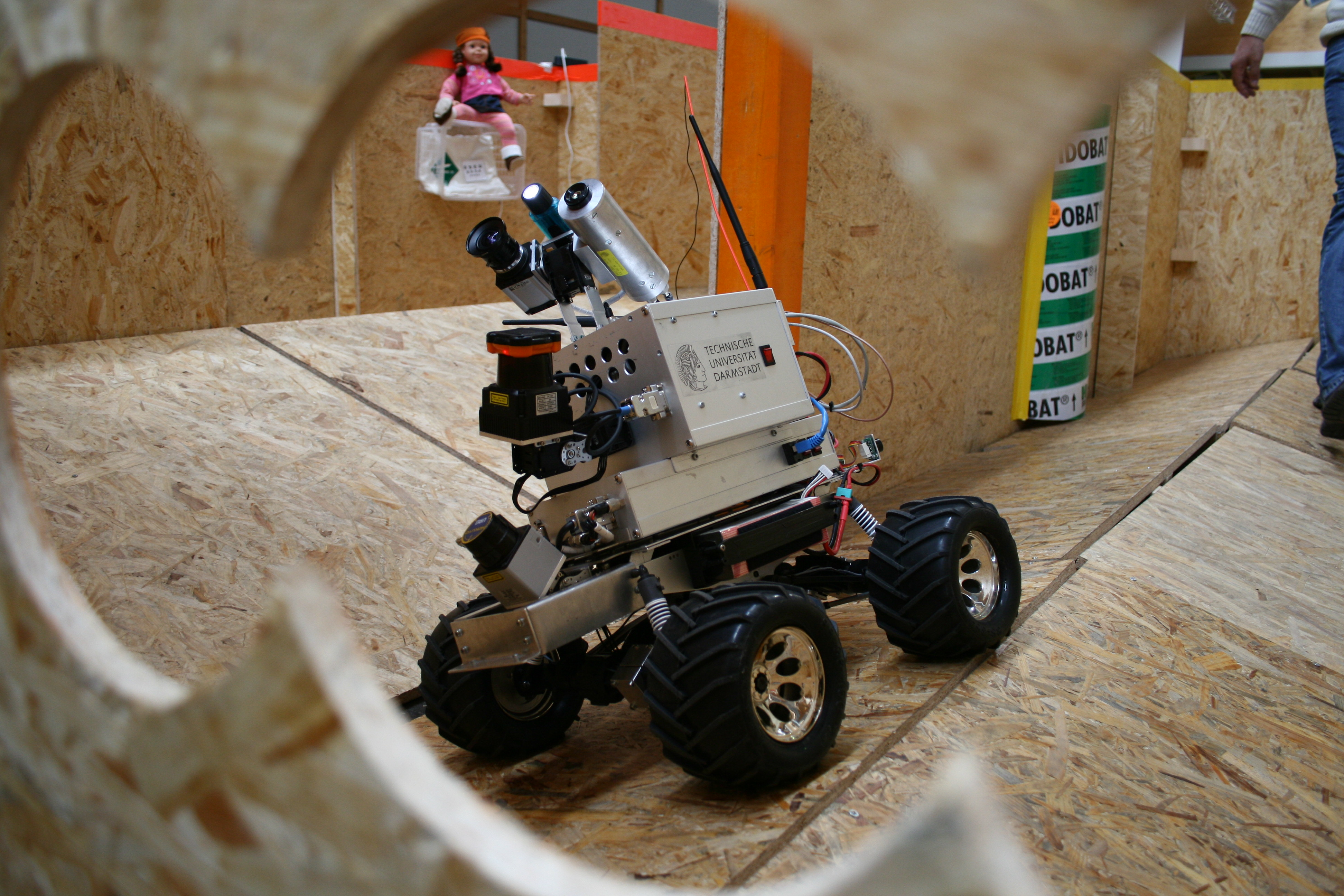
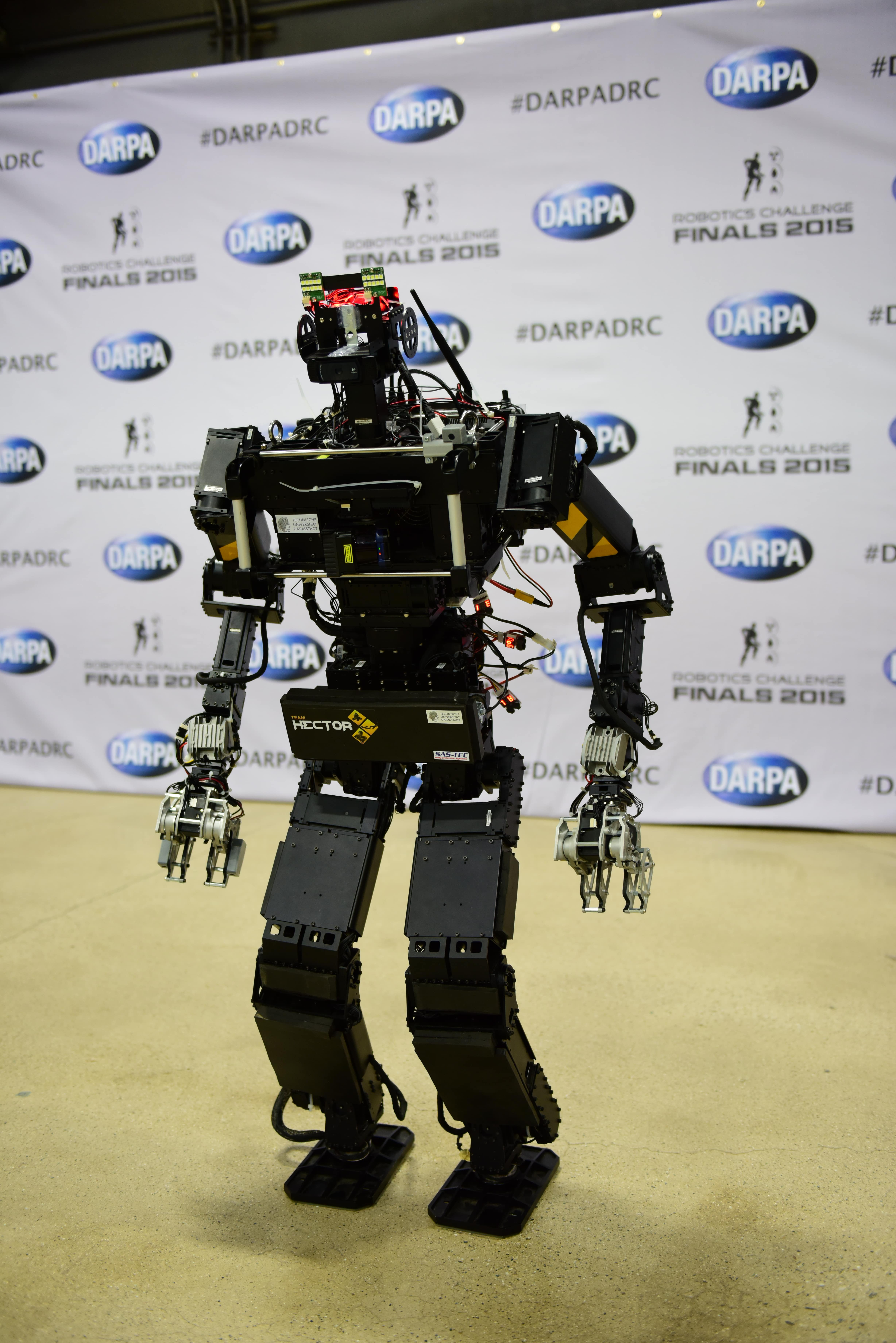
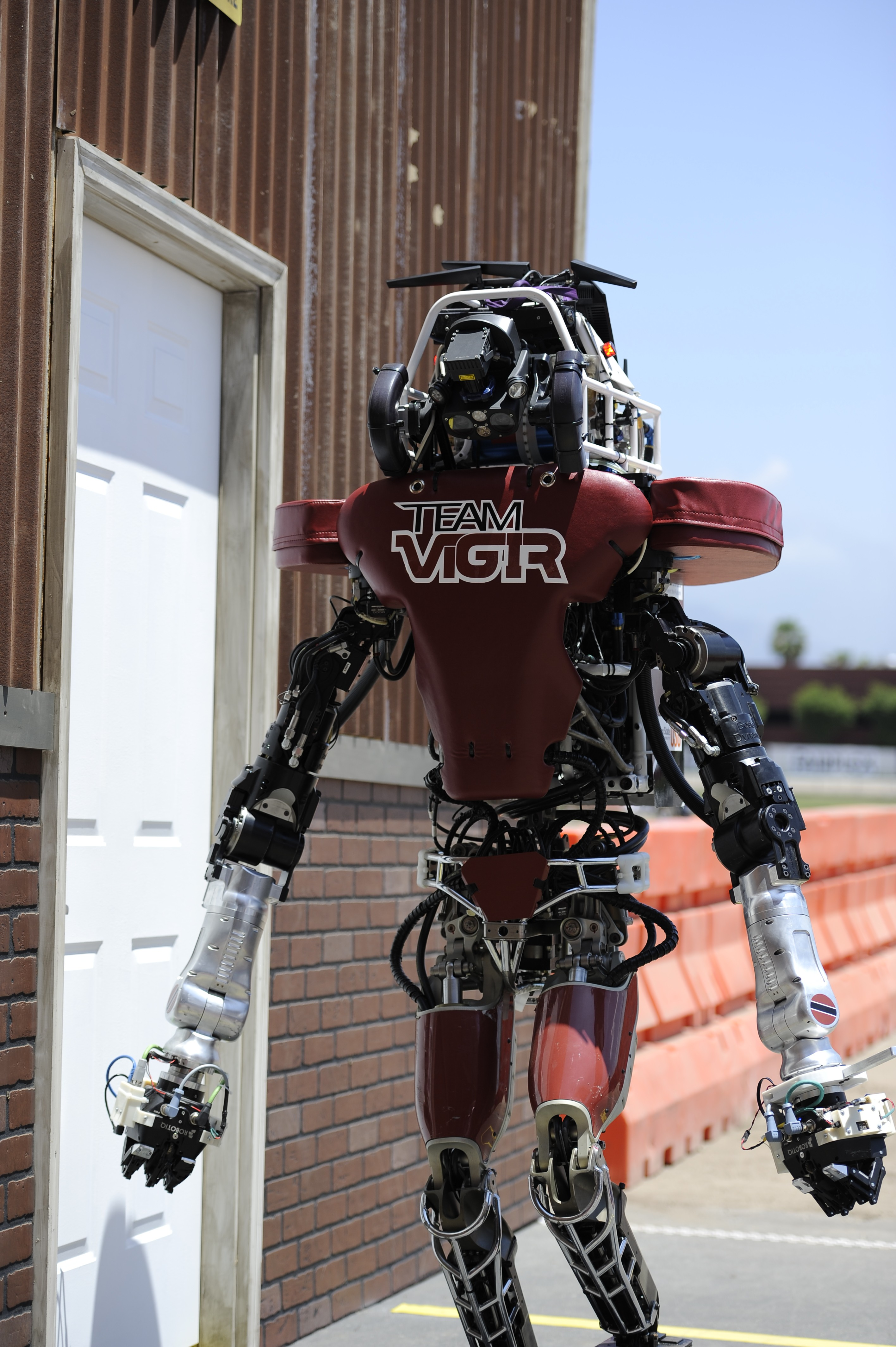

## إحصائيات
يبلغ عدد طلاب الجامعة 25,000 طالب.

## أساتذة بارزون
- بيتر غروس
- هوبرت ماركل

## وصلات خارجية
- الموقع الإلكتروني